# Абрамский, Александр Савватьевич
Алекса́ндр Савватьевич Абра́мский (22 января 1898, Луцк — 29 августа 1985, Москва) — советский композитор, фольклорист.

## Биография
Александр Абрамский родился 10 (22) января 1898 года в городе Луцкe. в семье врача еврейской больницы Савватия Васильевича (Шевеля Вольфовича) Абрамского (1859 — ?) и Анны Фёдоровны Бурдо.
Брал уроки игры на фортепьяно у К. Н. Игумнова, композиции у Г. Л. Катуара.
Поступил в Московскую консерваторию по классу композиции (класс Николая Мясковского) которую окончил в 1927 г. 
По окончании Московской консерватории участвовал в экспедициях по сбору музыкального фольклора. С 1950 года он был участником экспедиций по изучению фольклора в Советском Союзе. Он побывал в Архангельской области , Вологде , Москве и Узбекистане. Здесь он записал 75 уйгурских песен. 
С 1951 года — преподаватель семинара начинающих композиторов при Союзе композиторов СССР.
Создавал многочисленные симфонические и хоровые произведения на основе народной музыки, обрабатывал народные песни, сочинял собственные песни и романсы.
Скончался 29 августа 1985 года, похоронен на Митинском кладбище в Москве.

## Творчество
- 1926 — кантата «Дыхание земли» (слова Велемира Хлебникова)
- 1927 — симфония
- 1929 — концерт для фортепиано и ансамбля деревянных духовых инструментов
- 1930 — симфонический рассказ «1905 год»
- 1931 — симфонический рассказ «Степь и Поход»
- 1933 — симфония
- 1938 — Сюита на темы народов СССР и Китая
- 1941 — концерт для фортепиано
- 1943 — уйгурская музыкальная драма «Ляйлихан и Анархан»
- 1946 — симфонический рассказ «Ода»
- 1946 — «Печорские беседы»
- 1947 — музыкальная поэма «Встреча героев»
- 1951 — оратория «Шахтёрская слава»
- 1959 — сборник «Песни русского Севера»(слова Николая Доризо)
- 1963 — оратория «Человек идёт» (для хора, 3 баянов и оркестра, слова В. Кузнецова и В. Семернина)
- 1961 — кантата «О Ленине поём» (слова И. Дремова)
- 1967 — «Сильный, смелый да умелый» (слова Л. Васильевой)
- 1969 — вокальный цикл «Бывальщины» (слова Л. Васильевой, В. Бутенко, Г. Георгиева)
- 1970 — симфония «Радуга» (с хором, слова Виктора Бокова)
- 1971 — кантата «Край озёрной тишины» (слова В. Кузнецова и В. Семернина)
- 1971 — пьеса «Встречи»
- 1972 — хоровой цикл «Северное сияние»
- 1977 — оратория «Хороводы»
- 1982 — кантата «Дорогая, неоглядная»
- 1982 — кантата «Земля приморская приветная»

Кроме того, Александр Абрамский сочинил более 50 песен, 23 романса (на слова Пушкина, Лермонтова, Тютчева, Блока и современных ему поэтов), 7 пьес, обработал более 60 народных песен.